# Beaune-d’Allier
Beaune-d’Allier – miejscowość i gmina we Francji, w regionie Owernia-Rodan-Alpy, w departamencie Allier.

## Demografia
Według danych na rok 1990 gminę zamieszkiwało 280 osób, a gęstość zaludnienia wynosiła 12 osób/km². W styczniu 2015 r. Beaune-d’Allier zamieszkiwało 298 osób, przy gęstości zaludnienia wynoszącej 12,8 osób/km².